# Nó trivial
O nó trivial surge na teoria matemática dos nós. Intuitivamente, o nó trivial é um circuito fechado de corda sem um nó nele. Um matemático descreveria o nó trivial como a classe de equivalência das imagens de mergulhos do círculo que podem ser deformadas, por uma isotopia-ambiente, para o nó trivial padrão, isto é, para o mergulho do círculo (abstrato) como um círculo geométrico. Um nó trivial é o elemento identidade com relação à operação de soma de nós.

## O problema de desfazer um nó
Decidir se um determinado nó é um nó trivial foi uma importante força impulsionadora dos invariantes topológicos de nós, pois pensava-se que esta abordagem poderia fornecer um algoritmo eficiente para reconhecer o nó trivial a partir de diagramas. Atualmente, existem vários algoritmos de reconhecimento (não usando invariantes), mas eles são conhecidos por serem ineficientes ou não terem uma implementação eficiente. Não se sabe se muitos dos atuais invariantes, como os invariantes de tipo finito, são invariantes completos do nó trivial, mas sabe-se que a homologia de Floer para nós distingue o nó trivial. Mesmo assim, o problema de computar esses invariantes de forma eficiente permanece.

## Exemplos
Muitos nós de uso prático são, na verdade, o nó trivial. São interessantes os nós triviais que consistem de segmentos de reta conectados por seus extremos com total liberdade de articulação, formando curvas lineares por pedaços no espaço, mas que não podem ser deformados em um polígono convexo por movimentos rígidos desses segmentos.

## Constantes
Os polinômios de Alexander-Conway e de Jones do nó trivial são triviais:
{\displaystyle \Delta (t)=1,\quad \nabla (z)=1,\quad V(q)=1.}

Nenhum outro nó com 10 ou menos cruzamentos tem polinômio de Alexander trivial, mas o nó de Kinoshita-Terasaka e o nó de Conway (ambos com 11 cruzamentos) têm o mesmo polinômio de Alexander-Conway que o nó trivial. É um problema em aberto a existência de algum nó não trivial que tenha o mesmo polinômio de Jones que o nó trivial.

Nó trivial

O grupo fundamental do complemento do nó trivial em R^3 é um grupo cíclico infinito, e esse complemento é homeomorfo a um toro sólido.